# 广西裂果薯
广西裂果薯（学名：Schizocapsa guangxiensis），为蒟蒻薯科裂果薯属下的一个植物种。其种加词“guangxiensis”意为“广西的”。
现接受名为Tacca plantaginea (Hance) Drenth, 1973。